# Pavetta thwaitesii
Pavetta thwaitesii är en måreväxtart som beskrevs av Cornelis Eliza Bertus Bremekamp. Pavetta thwaitesii ingår i släktet Pavetta och familjen måreväxter.
Artens utbredningsområde är Sri Lanka. Inga underarter finns listade i Catalogue of Life.